# Recsina
Recsina (horvátul: Rječina illetve olaszul: Eneo) Horvátország folyóvize, mely Fiume városnál ömlik az Adriai-tengerbe.

## Földrajzi jellemzői

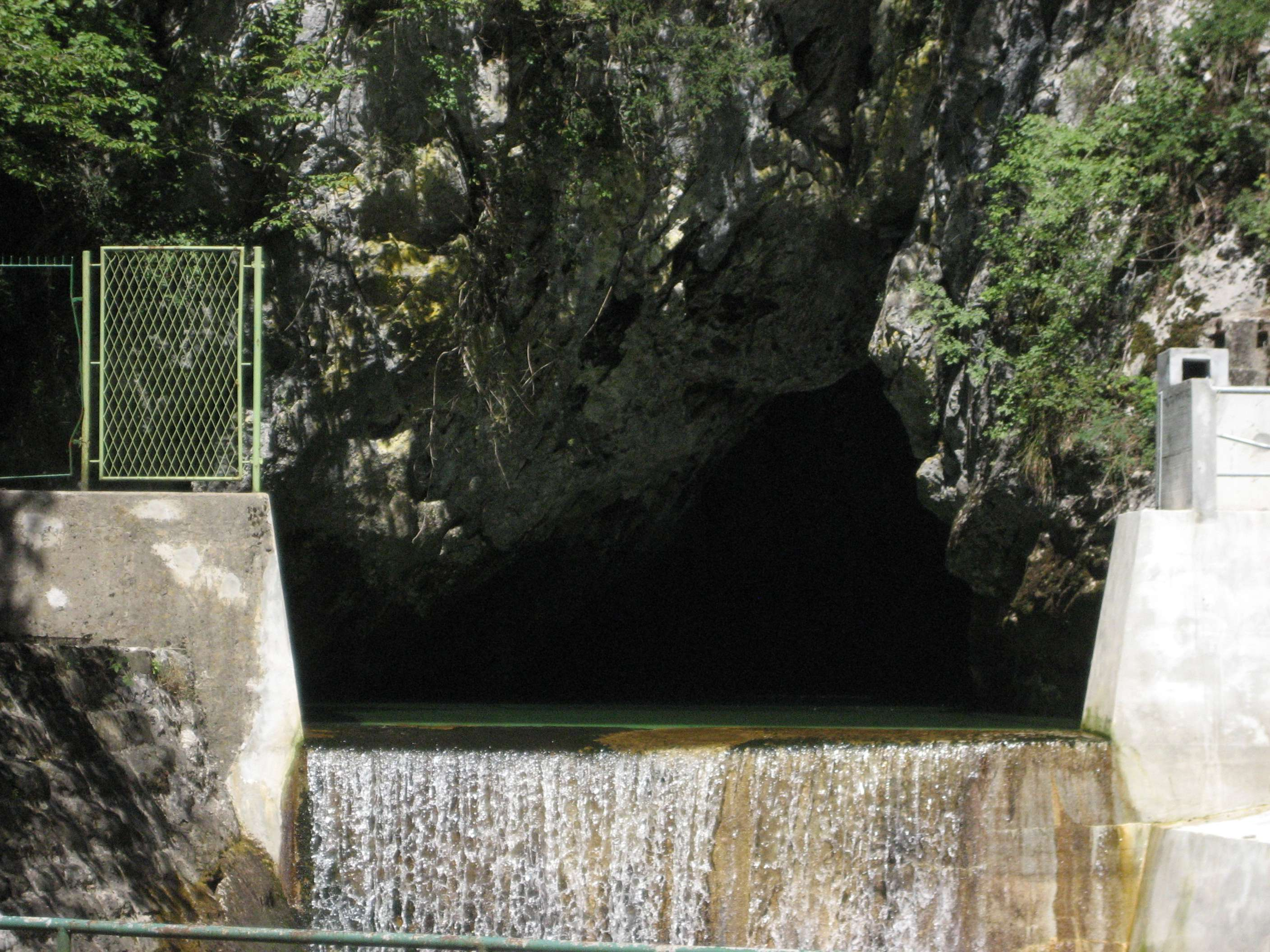
A karsztból előtörő forrása

Évszakonként ingadozó közepes vízbőséggel rendelkezik, forrása a szárazföld belsejéből fakad 325 m magasságban. Többé-kevésbé  délkeleti irányban folyik és 19 km hosszú út megtétele után tölcsértorkolattal csatlakozik az Adriai-tengerbe. Legjelentékenyebb mellékfolyója a Zvir nevű karsztforrás, mely a fiumei papírgyár közelében a sziklákból tör elő s közvetlenül a vizébe ömlik. A folyását akadályozza, hogy körülbelül a folyóhosszának felénél mesterséges gát állja útját és itt tavat is képez. A duzzasztógátat 1968-ban építették, elektromos áram fejlesztése céljából és így jött létre a Valići-tó és tűnt el az azonos nevű település. Az eredeti tölcsértorkolat mellé a fa-kikötőből nyitottak mesterséges csatornát, melyet Fiumara-csatornának neveznek. Jellemzően a vízhozama csapadékfüggő, ezért száraz időszakban kevésbé hasonlít folyóra. A folyó évenként körülbelül 700 millió köbméter vizet önt és mintegy 200 000 köbméter kavicsot és iszapot rak le torkolatánál a tengerbe. A folyóvíz faunáját alkotó két jellemző állatfaj a tiszta vizet kedvelő sebes pisztráng és a folyami rák. A két világháború közötti időszakban nem először a történelemben határfolyóként is jelentőséggel bírt, hiszen akkor itt húzódott Olaszország és Jugoszlávia határa, mely így elválasztotta Fiume városától a Sušak nevezetű városrészt.     

### Elnevezései
A magyar elnevezését a horvát nevének magyarosított változata jelenti. Az olaszok fiumara néven is említik. Az elnevezés a város Olaszországhoz tartozása idejére tekint vissza (1924-1947), mikor az Eneo folyóra jelzőként ragasztották a fogalmat. A fiumara szó olasz földrajzi gyűjtőfogalomként, azokat a folyóvizeket jelöli, melyek elsősorban Dél-Olaszország hegyeiből erednek és csapadékfüggően állandóan változó vízmennyiség (akár ki is száradhatnak) és nagy erodáló képesség jellemzi őket. A folyó alsó szakaszát, a beletorkolló Zvir-forrástól kezdve általában Fiumara néven említik.

## Fordítás
- Ez a szócikk részben vagy egészben  a    Fiume Eneo című olasz Wikipédia-szócikk ezen változatának fordításán alapul.  Az eredeti cikk szerkesztőit annak laptörténete sorolja fel. Ez a jelzés csupán a megfogalmazás eredetét és a szerzői jogokat jelzi, nem szolgál a cikkben szereplő információk forrásmegjelöléseként.